# 格奥尔格·弗里德里希·威廉·吕姆克

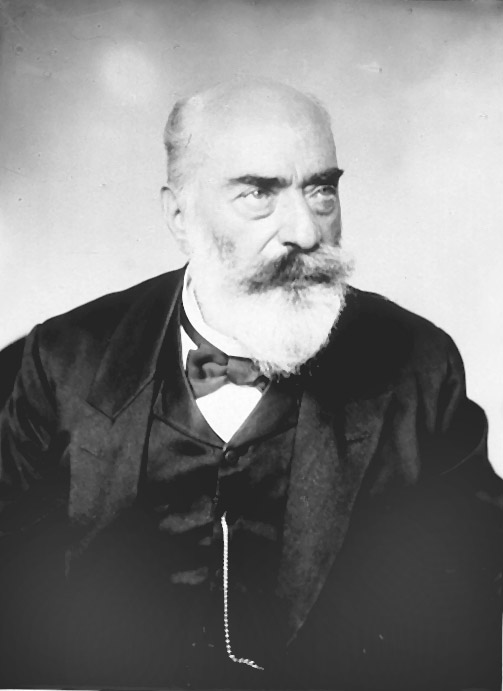
格奥尔格·弗里德里希·威廉·吕姆克

格奥尔格·弗里德里希·威廉·吕姆克（德語：Georg Friedrich Wilhelm Rümker；1832年12月31日—1900年3月3日），是一位德国天文学家。

## 传记
格奥尔格出生在汉堡，是卡尔·路德维希·克里斯蒂安·吕姆克的儿子。是英格兰达勒姆天文台的天文学家，1853年至1856年为斯泰德瓦汉堡天文台的助理，1862年被任命为台长。直到1900年去世，他的继任者为理查德·斯科尔。
1884年成为国际大地测量组织汉堡代表。

## 参引
- .   [2015-05-07]. （原始内容存档于2011-05-24）. |chapter=被忽略 (帮助)

Attribution
- 本条目包含来自公有领域出版物的文本: Chisholm, Hugh (编). .  23 (第11版). London: Cambridge University Press: 851. 1911.